# 呉致成
呉 致成（オ・チソン、朝鮮語: 오치성/吳致成、1926年2月7日 - 2017年12月10日）は、大韓民国の政治家、陸軍軍人。元内務部長官、第6・7・8・10代韓国国会議員。
本貫は海州呉氏。号は岵潭（ホダム、호담）。儒教の信者。

## 経歴
日本統治時代の黄海道信川郡（現・朝鮮民主主義人民共和国黄海南道信川郡）出身。檀国大学校、陸軍士官学校8期、陸軍大学卒、オレゴン大学・ハーバード大学修学。5・16軍事クーデターを主導した8人の核心メンバーの1人であり、陸軍准将として予備役に編入。政界入り後は国会議員を4期務めたほか、無任所長官（1970年）、第33代内務部長官（1971年6月3日〜10月7日）、国家再建最高会議内務委員長・運営委員長・党務委員、国会内務委員長、民主共和党事務総長（1969年）・京畿道党委員長、新民主共和党副総裁を務めた。
1971年6月、大統領の朴正煕は金鍾泌を国務総理に、呉を内務部長官に抜擢し、3選改憲以後に過度な権力を有する共和党の4人組（金成坤、白南檍、吉在号、金振晩）を牽制しようとした。金鍾泌によると、呉の内務部長官の任命直後、当時の警察局長たちは何かあったら活動費を出す共和党財政委員長の金成坤に先に報告するため、呉は強力に介入し、4人組の手下の警察を大幅に入れ替えた。同年9月30日、野党の新民党は呉内務部長官、金鶴烈経済企画院長官、申稙秀法務部長官の解任建議案を提出した。本来なら国会議員204人のうち、共和党の113人が揃って否決票を入れたら通過できないが、4人組は呉を目の敵のように敵視したため、結局10月2日の賛否投票で呉の解任案だけが賛成107票、反対90票で可決された。いわゆる10・2抗命波動の後に朴正煕が激怒し、中央情報部に主導者の捜査を指示した。その結果、共和党議員23人が中央情報部に捕まっており、金成坤と吉在号は政界引退を余儀なくされた。
呉は1980年の新軍部登場後に政界を離れ、ハーバード大学などで研究活動を行った。2017年12月10日に死去。91歳没。